# 青森県小学校の廃校一覧
青森県小学校の廃校の一覧（あおもりけんしょうがっこうのはいこうのいちらん）は、青森県の小学校の廃校の一覧。対象となるのは学制改革（1947年）以降に廃校となった小学校と分校である。なお、名称は廃校当時のものである。また休校中の学校は公式には存続していることとなっているが、現在休校中の学校は事実上廃校となっている場合が多いため、便宜上本項に記載する。

## 東青教育事務所管内

### 青森市
- 青森市立王余魚沢小学校（2004年休校、2006年閉校[1]）
- 青森市立野沢小学校入内分校（2007年閉校）[1]
- 青森市立孫内小学校（2009年青森市立新城中央小学校へ統合）[2]
- 青森市立戸門小学校（同上）[2]
- 青森市立鶴ヶ坂小学校（同上）[2]
- 青森市立金浜小学校（2010年青森市立荒川小学校へ統合）[3]
- 青森市立栄山小学校（2012年青森市立泉川小学校へ統合）[3]
- 青森市立野沢小学校（2012年荒川小へ統合）[3]
- 青森市立浅虫小学校（2013年東陽小へ統合）[4]
- 青森市立久栗坂小学校（2014年青森市立原別小学校へ統合）[3]
- 青森市立後潟小学校（2020年新設の青森市立北小学校へ統合）[5]
- 青森市立奥内小学校（同上）[5]
- 青森市立西田沢小学校（同上）[5]
- 青森市立大栄小学校（2022年新設の青森市立浪岡北小学校へ統合）[6]

青森市〈旧〉（2005年・青森市を新設） 
- 青森市立造道小学校八重田分校（1961年青森県立青森養護学校若葉分校〈現：青森県立青森若葉養護学校〉開校に伴い閉校）[7]
- 青森市立新城小学校〈旧〉（1965年新設の青森市立新城小学校〈新〉へ統合）[8]
- 青森市立石江小学校（同上）[8]
- 青森市立大野小学校〈旧〉（1968年4月30日青森市立金沢小学校へ統合し第二校舎に移行、1969年11月4日完全統合）[9]
- 青森市立滝内小学校（1969年青森市立三内小学校へ統合し滝内校舎に移行、1970年1月21日完全統合）[10]
- 青森市立雲谷小学校（1970年青森市立横内小学校へ統合）[11]
- 青森市立田茂木野小学校（1971年横内小へ統合）[11]
- 青森市立浜館小学校梨ノ木平分校（1972年3月末で一旦閉校、同年11月梨ノ木平季節分校として再開校[12]、1974年再度閉校）[13]
- 青森市立岩渡小学校二股分校[14]（1974年閉校）
- 青森市立高田小学校大谷分校（1974年閉校）[15]
- 青森市立田代平小学校（1980年閉校）[1]
- 青森市立浜館小学校沢山分校（1983年閉校）[1]
- 青森市立岩渡小学校（1987年青森市立三内西小学校岩渡分校へ移行、1988年閉校[1]）
- 青森市立滝沢小学校（2003年新設の青森市立東陽小学校へ統合）[1]
- 青森市立宮田小学校（同上）[1]

浪岡町（2005年・青森市を新設）
- 浪岡町立成業小学校（1962年7月青森市立女鹿沢小学校〈当時：浪岡町立〉へ統合）[16]
- 浪岡町立王余魚沢小学校水ヶ沢分校（1963年閉校）[17]
- 浪岡町立浪岡小学校（1982年浪岡町立北小学校〈現：浪岡北小〉と浪岡町立南小学校〈現：青森市立浪岡南小学校〉へ再編）[1]
- 浪岡町立杉沢小学校（同上）[1]
- 浪岡町立北中野小学校（同上）[1]
- 浪岡町立細野小学校（同上）[1]

原別村（1955年・青森市に編入） 
- 原別村立原別小学校〈旧〉（1951年新設の青森市立原別小学校〈当時：原別村立〉へ統合）[18]
- 原別村立諏訪沢小学校（同上）[18]

大野村（1954年・青森市に編入） 
- 大野村立細越小学校（1953年9月1日新設の栄山小へ統合）[19]
- 大野村立安田小学校（同上）[19]

### 東津軽郡

#### 平内町
- 平内町立外童子小学校（1957年新設の平内町立東栄小学校へ統合）[20]
- 平内町立松野木小学校（同上）[20]
- 平内町立口広小学校（1960年9月30日平内町立清水川小学校〈現：平内町立東小学校〉へ統合）[21]
- 平内町立口広小学校田野沢分校（同上）[22]
- 平内町立東田沢小学校白砂分校（1972年閉校）[23]
- 平内町立藤沢小学校（1975年平内町立小湊小学校へ統合）[24]
- 平内町立山口小学校増田分校（1980年閉校）[25]
- 平内町立東田沢小学校野内畑分校（1992年閉校）[26]
- 平内町立狩場沢小学校助白井分校（2001年閉校）[26]
- 平内町立土屋小学校（2005年平内町立山口小学校へ統合）[27]
- 平内町立浦田小学校（同上）[28]
- 平内町立稲生小学校（同上）[29]
- 平内町立内童子小学校（2007年小湊小へ統合）[30]
- 平内町立狩場沢小学校（2007年東小へ統合）[30]
- 平内町立東栄小学校（2011年東小へ統合）[20]
- 平内町立東田沢小学校（2012年小湊小へ統合）[31]
- 平内町立浅所小学校（同上）[32]
- 平内町立茂浦小学校（2012年山口小へ統合）[33]

#### 今別町
- 今別町立大泊小学校〈初代〉（1958年新設の大泊小〈2代目〉へ統合）[34]
- 今別町立袰月小学校（同上）[34]
- 今別町立奥平部小学校（1960年新設の今別町立開智小学校へ統合）[34]
- 今別町立砂ケ森小学校（同上）[34]
- 今別町立第一一本木小学校（1966年今別町立今別小学校第二校舎へ移行、1968年11月閉校）[34]
- 今別町立今別小学校関口分校（1970年閉校）[35]
- 今別町立今別小学校〈旧〉（2000年新設の今別町立今別小学校へ）[36]
- 今別町立大泊小学校〈2代目〉（同上）[36]
- 今別町立開智小学校（同上）[36]
- 今別町立二股小学校（2003年今別小へ統合）[36]
- 今別町立大川平小学校（2004年今別小へ統合）[36]

#### 蓬田村
- 蓬田村立蓬田小学校〈旧〉（1965年10月新設の蓬田村立蓬田小学校へ統合）[37]
- 蓬田村立中沢小学校（同上）[37]
- 蓬田村立広瀬小学校（1972年蓬田小へ統合）[37]
- 蓬田村立高根小学校（1954年広瀬小高根分校から独立、1972年蓬田小へ統合）[37]

#### 外ヶ浜町
- 外ヶ浜町立平舘小学校〈2代目〉（2019年外ヶ浜町立蟹田小学校へ統合）[38]

蟹田町（2005年・外ヶ浜町を新設） 
- 蟹田町立蟹田小学校外黒山分校（1975年閉校）[39]
- 蟹田町立塩越小学校（1982年蟹田小へ統合）[38]
- 蟹田町立小国小学校（1999年蟹田小へ統合）[38]
- 蟹田町立大山小学校（同上）[38]

平舘村（2005年・外ヶ浜町を新設） 
- 平舘村立石崎小学校（1974年平館村立平舘小学校〈初代〉へ統合）[40]
- 平舘村立平舘小学校〈初代〉（1994年新設の平舘小〈2代目〉へ統合）[41]
- 平舘村立石浜小学校（同上）[41]

三厩村（2005年・外ヶ浜町を新設） 
- 三厩村立梹榔小学校（1983年三厩村立宇鉄小学校へ統合）[42]
- 三厩村立龍飛小学校（1989年宇鉄小へ統合）[42]
- 三厩村立宇鉄小学校（1994年外ヶ浜町立三厩小学校〈当時：三厩村立〉へ統合）[42]

## 中南教育事務所管内

### 弘前市
- 弘前市立弥生小学校（2014年弘前市立船沢小学校へ統合）[43]
- 弘前市立修斉小学校（2016年新設の弘前市立裾野小学校へ統合）[44]
- 弘前市立草薙小学校（同上）[44]
- 弘前市立百沢小学校（2018年弘前市立岩木小学校へ統合）[45]
- 弘前市立新和小学校〈旧〉（2021年新設の弘前市立新和小学校へ統合）[46]
- 弘前市立小友小学校（同上）[46]
- 弘前市立三和小学校（同上）[46]

弘前市〈旧〉（2006年・弘前市を新設） 
- 弘前市立養正小学校（1960年8月1日弘前市立時敏小学校へ統合）[47]
- 弘前市立高杉小学校〈旧〉（1963年新設の弘前市立高杉小学校へ統合）[48]
- 弘前市立独狐小学校（同上）[48]
- 弘前市立石川小学校大沢分校（1968年閉校）[49]
- 弘前市立第一大成小学校（2002年第二大成小と統合し弘前市立大成小学校へ）[50]
- 弘前市立第二大成小学校（2002年第一大成小と統合し大成小へ）[50]

岩木町（2006年・弘前市を新設）
- 岩木町立大浦小学校（1972年新設の岩木小へ統合）[51]
- 岩木町立駒越小学校（同上）[51]
- 岩木町立鳥井野小学校（同上）[51]
- 岩木町立岳暘小学校（同上）[51]

相馬村（2006年・弘前市を新設）
- 相馬村立舟打鉱山小学校（1963年8月30日閉校）[52]
- 相馬村立相馬小学校藍内分校（1968年閉校）[53]
- 相馬村立相馬小学校〈旧〉（1977年新設の弘前市立相馬小学校〈当時：相馬村立〉へ統合）[54]
- 相馬村立相馬小学校沢田分校（同上）[55]
- 相馬村立五所小学校（同上）[54]

豊田村（1955年・弘前市〈旧〉に編入） 
- 豊田村立福村小学校新里分校（1948年閉校）[56]

和徳村（1955年・弘前市〈旧〉に編入） 
- 和徳村立明誠小学校（1957年10月1日新設の弘前市立城東小学校〈当時：和徳村立〉へ統合）[57]
- 和徳村立静修小学校（同上）[57]

### 黒石市
- 黒石市立六郷小学校二双子分校（1959年黒石市立中郷第二小学校〈のちの黒石市立北陽小学校〉へ統合）[58]
- 黒石市立沖浦小学校（1977年閉校）[59]
- 黒石市立大川原小学校沖揚平分校（1998年休校[60]、2006年閉校[61]）
- 黒石市立大川原小学校（2007年黒石市立東英小学校へ統合）[62]
- 黒石市立厚目内小学校（2008年東英小へ統合）[62]
- 黒石市立上十川小学校（2018年黒石市立六郷小学校へ統合）[63]
- 黒石市立黒石小学校〈旧〉（2020年新設の黒石市立黒石小学校へ統合）[64]
- 黒石市立中郷小学校（同上）[64]
- 黒石市立北陽小学校（同上）[64]
- 黒石市立黒石東小学校〈旧〉（2020年新設の黒石市立黒石東小学校へ統合）[65]
- 黒石市立浅瀬石小学校（同上）[65]
- 黒石市立追子野木小学校（同上）[65]
- 黒石市立牡丹平小学校（同上）[65]

### 平川市
- 平川市立小国小学校（2011年平川市立竹館小学校へ統合）[66]
- 平川市立広船小学校（2012年平川市立平賀東小学校へ統合）[66]
- 平川市立葛川小学校（2014年平川市立金田小学校へ統合）[67]

尾上町（2006年・平川市を新設） 
- 尾上町立猿賀小学校〈旧〉（1972年平川市立猿賀小学校〈当時：尾上町立〉猿賀校舎へ移行、1974年完全統合）[66]
- 尾上町立日沼小学校（1972年猿賀小日沼校舎へ移行、1974年完全統合）[66]

平賀町（2006年・平川市を新設） 
- 平賀町立新屋小学校平田森分校（1958年平賀町立町居小学校へ統合）[68]
- 平賀町立大木平小学校善光寺平分校（1973年閉校）[66]
- 平賀町立大木平小学校（1975年葛川小へ統合）[66]
- 平賀町立新屋小学校（1976年新設の平賀東小へ統合）[66]
- 平賀町立町居小学校（同上）[66]

碇ヶ関村（2006年・平川市を新設） 
- 碇ヶ関村立碇ヶ関小学校久吉分校（1967年閉校）[66]
- 碇ヶ関村立民部平小学校（1971年碇ヶ関小〈初代〉へ統合）[66]
- 碇ヶ関村立碇ヶ関小学校〈初代〉（1979年新設の平川市立碇ヶ関小学校〈2代目、当時：碇ヶ関村立〉へ統合）[66]
- 碇ヶ関村立古懸小学校（同上）[66]

### 中津軽郡

#### 西目屋村
- 西目屋村立西目屋小学校〈旧〉（1976年新設の西目屋村立西目屋小学校へ統合）[69]
- 西目屋村立大秋小学校（同上）[69]
- 西目屋村立村市小学校（同上）[69]
- 西目屋村立砂子瀬小学校（2000年西目屋小へ統合）[70]

### 南津軽郡

#### 藤崎町
藤崎町〈旧〉（2005年・藤崎町を新設） 
- 藤崎町立小畑小学校（1994年新設の藤崎町立藤崎中央小学校へ統合）[71]
- 藤崎町立西中野目小学校（同上）[71]

常盤村（2005年・藤崎町を新設） 
- 常盤村立福島小学校（1972年新設の藤崎町立常盤小学校〈当時：常盤村立〉へ統合）[72]
- 常盤村立福館小学校（同上）[72]
- 常盤村立育英小学校（同上）[72]
- 常盤村立若松小学校（同上）[72]

#### 大鰐町
- 大鰐町立大鰐第二小学校高野新田分校（1968年閉校）[73]
- 大鰐町立長峰小学校駒木分校（1969年閉校）[73]
- 大鰐町立大鰐第三小学校（1953年大鰐小第二分校から独立、1995年大鰐小〈初代〉へ統合）[73]
- 大鰐町立唐牛小学校（1997年長峰小へ統合）[73]
- 大鰐町立大鰐小学校〈初代〉（2015年新設の大鰐町立大鰐小学校〈2代目〉へ統合）[73]
- 大鰐町立大鰐第二小学校（同上）[73]
- 大鰐町立蔵館小学校（同上）[73]
- 大鰐町立長峰小学校（同上）[73]

#### 田舎館村
- 田舎館村立東光寺小学校（1958年新設の田舎館村立光田寺小学校へ統合）[74]
- 田舎館村立前田屋敷小学校（同上）[74]
- 田舎館村立垂柳小学校（1970年新設の田舎館村立田舎館小学校〈初代〉へ統合）[75]
- 田舎館村立畑中小学校（同上）[75]
- 田舎館村立川部小学校（1986年新設の田舎館村立西小学校へ統合）
- 田舎館村立大根子小学校（同上）
- 田舎館村立田舎館小学校〈初代〉（2011年新設の田舎館小〈2代目〉へ統合）[76]
- 田舎館村立光田寺小学校（同上）[76]
- 田舎館村立西小学校（同上）[76]

## 西北教育事務所管内

### 五所川原市
- 五所川原市立長橋小学校（2010年新設の五所川原市立東峰小学校へ統合）[77]
- 五所川原市立羽野木沢小学校（同上）[77]
- 五所川原市立東小学校（同上）[77]
- 五所川原市立沖飯詰小学校（2012年新設の五所川原市立いずみ小学校へ統合）[78]
- 五所川原市立一野坪小学校（同上）[78]
- 五所川原市立毘沙門小学校（同上）[78]
- 五所川原市立飯詰小学校（同上）[78]
- 五所川原市立嘉瀬小学校（2015年五所川原市立金木小学校へ統合）[79]
- 五所川原市立喜良市小学校（同上）[79]

五所川原市〈旧〉（2005年・五所川原市を新設） 
- 五所川市立飯詰小学校興隆分校（1960年12月閉校）[80]
- 五所川原市立松島小学校〈旧〉（1961年新設の五所川原市立松島小学校へ統合）[81]
- 五所川原市立金山小学校（同上）[81]
- 五所川原市立水野尾小学校（同上）[81]
- 五所川原市立高野小学校（1969年五所川原市立前田野目小学校と統合し東小へ）[82]
- 五所川原市立前田野目小学校（同上）[82]
- 五所川原市立田川小学校（1989年五所川原市立五所川原小学校へ統合）[83]
- 五所川原市立野里小学校（1993年新設の長橋小へ統合）[84]
- 五所川原市立松野木小学校（同上）[84]
- 五所川原市立七ツ館小学校（2001年五所川原市立栄小学校の一部・五所川原市立梅泉小学校と統合し五所川原市立三輪小学校へ）[85]
- 五所川原市立梅泉小学校（2001年栄小の一部・七ツ館小と統合し三輪小へ）[85]
- 五所川原市立鶴ヶ岡小学校（2004年新設の五所川原市立三好小学校〈2代目〉へ統合）[86]
- 五所川原市立藻川小学校（同上）[86]

金木町（2005年・五所川原市を新設） 
- 金木町立金木小学校大東ヶ丘分校（1977年閉校）[55]
- 金木町立金木小学校〈旧〉（1980年新設の金木小へ統合）[87]
- 金木町立蒔田小学校（同上）[87]
- 金木町立川倉小学校（2005年金木小へ統合）[79]

市浦村（2005年・五所川原市を新設） 
- 市浦村立相内小学校桂川分校（1965年閉校）[88]
- 市浦村立相内小学校（2001年新設の五所川原市立市浦小学校〈当時：市浦村立〉へ統合）[89]
- 市浦村立十三小学校（同上）[89]
- 市浦村立脇元小学校（同上）[89]
- 市浦村立太田小学校（同上）[89]

三好村（1954年・五所川原市に編入）
- 三好村立三好小学校〈初代〉（1951年鶴ヶ岡小と藻川小へ分割）[90]

木造町小曲地区（1958年・五所川原市に編入） 
- 木造町立川除小学校小曲分校（1958年閉校）[91]

### つがる市
- つがる市立川除小学校（2006年新設のつがる市立瑞穂小学校へ統合）[92]
- つがる市立蓮川小学校（同上）[92]
- つがる市立兼館小学校（同上）[92]
- つがる市立出野里小学校（同上）[92]
- つがる市立永田小学校（同上）[92]
- つがる市立林小学校（同上）[92]
- つがる市立菰槌小学校（同上）[92]
- つがる市立館岡小学校（同上）[92]
- つがる市立筒木坂小学校（同上）[92]
- つがる市立下繁田小学校（2009年新設のつがる市立稲垣小学校へ統合）[93]
- つがる市立繁田小学校（同上）[93]
- つがる市立豊川小学校（同上）[93]
- つがる市立稲垣西小学校（2015年稲垣小へ統合）[94]
- つがる市立車力小学校〈旧〉（2017年新設のつがる市立車力小学校へ統合）[95]
- つがる市立牛潟小学校（同上）[95]
- つがる市立富萢小学校（同上）[95]
- つがる市立育成小学校（2021年つがる市立森田小学校へ統合）[96]

木造町（2005年・つがる市を新設） 
- 木造町立柴田小学校（2002年新設のつがる市立穂波小学校〈当時：木造町立〉へ統合）[97]
- 木造町立下福原小学校（同上）[97]
- 木造町立吹原小学校（同上）[97]
- 木造町立菊川小学校（同上）[97]
- 木造町立出来島小学校（同上）[97]
- 木造町立越水小学校（同上）[97]

森田村（2005年・つがる市を新設） 
- 森田村立森田小学校中田分校（1969年閉校）[98]
- 森田村立森田小学校床舞分校（1969年閉校）[98]

柏村（2005年・つがる市を新設） 
- 柏村立柏第一小学校（1984年新設のつがる市立柏小学校〈当時：柏村立〉へ統合）[99]
- 柏村立柏第二小学校（同上）[99]
- 柏村立柏第三小学校（同上）[99]

稲垣村（2005年・つがる市を新設） 
- 稲垣村立豊川小学校福富分校（1968年閉校）[100]
- 稲垣村立沼崎小学校（1964年新設の稲垣西小へ統合）[94]
- 稲垣村立千年小学校（同上）[94]

車力村（2005年・つがる市を新設） 
- 車力村立富萢小学校豊富分校（1972年閉校）[101]
- 車力村立清水小学校（1958年車力村立富萢小学校から独立、1972年富萢小へ統合）[101]
- 車力村立車力小学校下車力分校（1977年閉校）[55]

### 西津軽郡

#### 鰺ヶ沢町
- 鯵ヶ沢町立東鳴沢小学校（1972年鰺ヶ沢町立鳴沢小学校へ統合）[102]
- 鯵ヶ沢町立第一鳴沢小学校（同上）[103]
- 鰺ヶ沢町立浜横沢小学校（1984年鰺ヶ沢町立南金沢小学校へ統合）[103]
- 鰺ヶ沢町立鳴沢小学校山田野分校（1972年東鳴沢小山田野分校から移管、2002年閉校）[103]
- 鰺ヶ沢町立芦萢小学校（2002年鰺ヶ沢町立中村小学校へ統合）[103]
- 鰺ヶ沢町立深谷小学校（2003年南金沢小へ統合）[104]
- 鰺ヶ沢町立一ツ森小学校（同上）[104]
- 鰺ヶ沢町立長平小学校（2003年中村小へ統合）[103]
- 鰺ヶ沢町立中村小学校第二松代分校（2005年閉校）[103]
- 鰺ヶ沢町立赤石小学校（2011年鰺ヶ沢町立西海小学校へ統合）[103]
- 鰺ヶ沢町立南金沢小学校（同上）[103]
- 鰺ヶ沢町立中村小学校（2011年鰺ヶ沢町立舞戸小学校へ統合）[103]
- 鰺ヶ沢町立鳴沢小学校（同上）[103]
- 鰺ヶ沢町立建石小学校（同上）[103]

#### 深浦町
- 深浦町立明道小学校（2008年深浦町立深浦小学校へ統合）[105]
- 深浦町立風合瀬小学校（同上）[105]

深浦町〈旧〉（2005年・深浦町を新設） 
- 深浦町立驫木小学校（1963年新設の深浦町立明道小学校へ統合）[106]
- 深浦町立追良瀬小学校（同上）[106]
- 深浦町立田野沢小学校（1951年修道小学校田野沢分教場から独立、1971年深浦町立大戸瀬小学校へ統合）[107]
- 深浦町立晴山小学校（1971年大戸瀬小へ統合）[108]
- 深浦町立岩坂小学校（1951年修道小岩坂分教場から独立[108]、1980年深浦町立修道小学校へ統合[109]）
- 深浦町立柳田小学校（1952年修道小柳田分教場から独立[110]、1980年修道小へ統合[109]）
- 深浦町立深浦小学校〈旧〉（1988年新設の深浦小へ統合）[111]
- 深浦町立深浦小学校東野分校（同上）[111]
- 深浦町立広戸小学校（同上）[111]
- 深浦町立横磯小学校（同上）[111]
- 深浦町立艫作小学校（同上）[111]
- 深浦町立明道小学校松原分校（1996年閉校）[106]
- 深浦町立長慶平小学校（1955年深浦小長慶平分校から独立[112]、2002年深浦小へ統合[111]）
- 深浦町立大戸瀬小学校（2002年修道小へ統合）[113]

岩崎村（2005年・深浦町を新設） 
- 岩崎村立岩崎小学校仁瀬分校（1958年7月4日）
- 岩崎村立岩崎小学校沢辺分校（1969年9月10日）
- 岩崎村立岩崎小学校正道尻分校（1969年9月10日）
- 岩崎村立黒崎小学校（1972年大間越小と統合し岩崎南小へ）[114]
- 岩崎村立大間越小学校（1972年黒崎小と統合し岩崎南小へ）[114]
- 岩崎村立岩崎小学校（2004年岩崎南小と統合し深浦町立いわさき小学校〈当時：岩崎村立〉へ）[114]
- 岩崎村立岩崎南小学校（2004年岩崎小と統合しいわさき小へ）[114]

### 北津軽郡

#### 板柳町
- 板柳町立板柳小学校（1984年再編により板柳町立板柳北小学校と板柳町立板柳南小学校へ）
- 板柳町立板柳第二小学校（1984年新設の板柳北小へ統合）
- 板柳町立畑岡小学校（1984年新設の板柳南小へ統合）
- 板柳町立沿川第一小学校（2001年沿川第二小と統合し板柳町立板柳東小学校へ）[115]
- 板柳町立沿川第二小学校（2001年沿川第一小と統合し板柳東小へ）[115]

#### 鶴田町
- 鶴田町立胡桃舘小学校野中分校（1958年11月1日、石野・野中地区が板柳町ヘ編入されたことにより板柳小学校野中分校へ改称後、1970年3月31日に廃校[116]。）
- 鶴田町立梅沢小学校中泉分校（1962年）
- 鶴田町立鶴田小学校〈初代〉（1964年統合により鶴田小〈2代目〉へ）[117]
- 鶴田町立亀田小学校（同上）[117]
- 鶴田町立大巻小学校（同上）[117]
- 鶴田町立胡桃舘小学校山道分校（1979年）[117]
- 鶴田町立木筒小学校（1986年野木小と統合し富士見小へ）[117]
- 鶴田町立野木小学校（1986年木筒小と統合し富士見小へ）[117]
- 鶴田町立妙堂崎小学校共栄分校（1991年）[117]
- 鶴田町立水元小学校（2006年統合により水元中央小へ）[117]
- 鶴田町立水元小学校田の尻分校（同上）[117]
- 鶴田町立妙堂崎小学校（同上）[117]
- 鶴田町立鶴田小学校〈2代目〉（2020年統合により鶴田町立鶴田小学校〈3代目〉へ）[118]
- 鶴田町立梅沢小学校（同上）[118]
- 鶴田町立胡桃舘小学校（同上）[118]
- 鶴田町立菖蒲川小学校（同上）[118]
- 鶴田町立富士見小学校（同上）[118]
- 鶴田町立水元中央小学校（同上）[118]

#### 中泊町
- 中泊町立下前小学校（2010年中泊町立小泊小学校へ統合）[119]

中里町（2005年・中泊町を新設） 
- 中里町立今泉小学校母沢分校（1967年）[120]
- 中里町立中里小学校〈旧〉（1997年統合により中泊町立中里小学校〈当時：中里町立〉へ）[120]
- 中里町立長泥小学校（同上）[120]
- 中里町立若宮小学校（同上）[120]
- 中里町立武田小学校協和分校（同上）[120]
- 中里町立尾別小学校（2002年中里小へ統合）[120]
- 中里町立大沢内小学校（同上）[120]
- 中里町立今泉小学校（2005年[121]）

小泊村（2005年・中泊町を新設） 
村内に廃校は存在しない。

## 下北教育事務所管内

### むつ市
- むつ市立椛山小学校（1971年むつ市立第一田名部小学校へ統合）[122]
- むつ市立最花小学校（同上）[122]
- むつ市立大室平小学校（1964年田名部開拓小から改称、1999年[123]むつ市立奥内小学校へ統合）[124]
- むつ市立金谷沢小学校（2001年[123]奥内小へ統合）[124]
- むつ市立中野沢小学校（2001年[123]奥内小へ統合）[124]
- むつ市立佐助川小学校（2006年）[125]
- むつ市立小目名小学校（2008年[126]むつ市立大畑小学校へ統合）[127]
- むつ市立関根橋小学校（同上）[123][127]
- むつ市立角違小学校（2008年むつ市立大湊小学校へ統合）[128]
- むつ市立烏沢小学校（2008年[123]むつ市立関根小学校へ統合）[129]
- むつ市立宿野部小学校（2008年[130]第一川内小へ統合）[129]
- むつ市立蠣崎小学校（同上）[129]
- むつ市立桧川小学校（2009年[123]第一川内小へ統合[129]）
- むつ市立第一川内小学校（2011年第二川内小を統合しむつ市立川内小学校へ）[131]
- むつ市立第二川内小学校（2011年[132]第一川内小へ統合し川内小へ）[131]
- むつ市立城ヶ沢小学校（2012年大湊小へ統合）[133]
- むつ市立二枚橋小学校（2022年大畑小へ統合）[134]

川内町（2005年・むつ市に編入） 
※むつ市立川内小学校#分校、独立、統廃合の系統図
- 川内町立銀杏木小中学校（1965年小倉平小中と統合し第二川内小中へ）[135]
- 川内町立小倉平小中学校（1965年銀杏木小中と統合し第二川内小中へ）[135]
- 川内町立川内小学校石倉分校（1972年）
- 川内町立野平小学校（1981年休校、1982年廃校、便宜上、第一川内小へ統合[136]）
- 川内町立湯野川小学校（2000年[137]第一川内小へ統合）
- 川内町立畑小学校（同上）
- 川内町立戸沢小学校（2003年）[138]

脇野沢村（2005年・むつ市に編入） 
- 脇野沢村立蛸田小学校（1983年むつ市立脇野沢小学校〈当時：脇野沢村立〉へ統合）[139]
- 脇野沢村立九艘泊小学校（2003年脇野沢小へ統合）[140]
- 脇野沢村立滝山小学校（同上）[140]
- 脇野沢村立小沢小学校（同上）[140]

田名部町（1959年・大湊田名部市を新設）
- 田名部町立田名部小学校大曲分教場（1949年第二田名部小の一部と統合しむつ市立第三田名部小学校〈当時：田名部町立〉へ）[141]
- 田名部町立第一田名部小学校酪農分校（1954年）
- 田名部町立奥内小学校二又分校（1981年）[142]
- 田名部町立関根小学校高梨分校（1969年）[143]
- 田名部町立鳥沢小学校新田分校（1969年）[144]

### 下北郡

#### 大間町
- 大間町立奥戸小学校材木分校（1970年）[145]

#### 東通村
- 東通村立下北炭鉱小学校（1951年）[146]
- 東通村立猿ヶ森小学校長沼分校（1958年6月10日）[146]
- 東通村立小田野沢小学校南通分校（1972年）[146]
- 東通村立袰部小学校（1987年岩屋小袰部分校となり、1989年廃校）[146]
- 東通村立猿ヶ森小学校（1992年）[146]
- 東通村立下田屋小学校（1992年）[146]
- 東通村立田代小学校（1994年）[146]
- 東通村立大利小学校（2005年統合により東通村立東通小学校へ）[146]
- 東通村立目名小学校（同上）[146]
- 東通村立石持小学校（同上）[146]
- 東通村立鹿橋小学校（同上）[146]
- 東通村立蒲野沢小学校（同上）[146]
- 東通村立入口小学校（同上）[146]
- 東通村立野牛小学校（同上）[146]
- 東通村立岩屋小学校（同上）[146]
- 東通村立田屋小学校（同上）[146]
- 東通村立石上小学校（同上）[146]
- 東通村立砂子又小学校（同上）[146]
- 東通村立尻屋小学校（2009年東通小へ統合）[146]
- 東通村立尻労小学校（同上）[146]
- 東通村立小田野沢小学校（同上）[146]
- 東通村立老部小学校（同上）[146]
- 東通村立白糠小学校（同上）[146]

#### 風間浦村
- 風間浦村立桑畑小学校（2001年[147]易国間小へ統合）
- 風間浦村立下風呂小学校（2016年統合により風間浦村立風間浦小学校へ）[148]
- 風間浦村立易国間小学校（同上）[148]
- 風間浦村立蛇浦小学校（同上）[148]

#### 佐井村
- 佐井村立佐井小学校矢越分校（1974年）[149]
- 佐井村立佐井小学校川目分校（1974年）[149]
- 佐井村立原田小学校（2006年[150]）
- 佐井村立磯谷小学校（2006年[150]）
- 佐井村立長後小学校（2006年[150]）
- 佐井村立福浦小学校（2019年[151]）

## 上北教育事務所管内

### 十和田市
- 十和田市立奥入瀬小学校（2011年十和田市立法奥小学校へ統合）[152]
- 十和田市立米田小学校（2013年統合により十和田市立四和小学校へ統合）[152]
- 十和田市立大不動小学校（同上）[152]
- 十和田市立滝沢小学校（同上）[152]
- 十和田市立伝法寺小学校（2013年十和田市立藤坂小学校へ統合）[152]
- 十和田市立上切田小学校（2016年十和田市立下切田小学校へ統合）[152]
- 十和田市立下切田小学校（2022年十和田市立南小学校へ統合〉[153]
- 十和田市立洞内小学校（2023年松陽小と統合し十和田市立大深内小学校へ）[154]
- 十和田市立松陽小学校（2023年洞内小と統合し大深内小へ）[154]

十和田市〈旧〉（2005年・十和田市を新設） 
- 十和田市立中掫小学校（1962年赤沼小と統合し第四小〈現：十和田市立西小学校〉へ）[152]
- 十和田市立赤沼小学校（1962年中掫小と統合し第四小へ）[152]
- 十和田市立早坂小学校（1972年統合により松陽小へ）[152]
- 十和田市立立崎小学校（同上）[152]
- 十和田市立協和小学校（同上）[152]
- 十和田市立晴山小学校（1973年羽立小と統合し十和田市立ちとせ小学校へ）[152]
- 十和田市立羽立小学校（1973年晴山小と統合しちとせ小へ）[152]
- 十和田市立長下小学校（1991年大不動小へ統合）[152]
- 十和田市立夏間木小学校（1996年十和田市立上切田小学校へ統合）[152]
- 十和田市立柏小学校（1962年熊ノ沢小から改称、2004年十和田市立深持小学校へ統合）[152]

十和田湖町（2005年・十和田市を新設） 
- 十和田湖町立八渓山小学校（1978年奥入瀬小へ統合）[152]
- 十和田湖町立東湖小学校（1982年）[152]

十和田町（1975年・十和田湖町へ改称）
- 十和田町立奥入瀬小学校大森分校（1972年）[152]
- 十和田町立法奥小学校三ッ沢分校（1974年）[152]

十和田村（1955年・十和田町へ町制施行）
- 十和田村立八渓山小学校黄瀬分校（1952年8月28日）[155]
- 十和田村立八渓山小学校雲井分校（1954年）[155]

### 三沢市
- 三沢市立織笠小学校砂ヶ森分校（1972年）[156]
- 三沢市立天ヶ森小学校（2002年）[157]
- 三沢市立根井小学校（2006年統合により三沢市立おおぞら小学校へ）[158]
- 三沢市立六川目小学校（同上）[158]
- 三沢市立織笠小学校（同上）[158]
- 三沢市立谷地頭小学校（同上）[158]
- 三沢市立淋代小学校（2010年三沢市立三沢小学校へ統合）[158]

### 上北郡

#### 野辺地町
- 野辺地町立木明小学校（2004年野辺地町立若葉小学校へ統合）[159]
- 野辺地町立有戸小学校（同上）[159]
- 野辺地町立馬門小学校（2023年若葉小へ統合）[159]

#### 七戸町
- 七戸町立天間西小学校（2019年新設の七戸町立天間林小学校へ統合）[160]
- 七戸町立天間東小学校（同上）[160]

七戸町〈旧〉（2005年・七戸町を新設） 
- 七戸町立鶴児平小学校（1967年七戸町立七戸小学校へ統合）[161]
- 七戸町立野々上小学校寺下分校（1977年閉校）[162]
- 七戸町立倉岡小学校（2002年七戸小へ統合）[163]
- 七戸町立西野小学校（2002年七戸町立城南小学校へ統合）[163]
- 七戸町立野々上小学校（同上）[163]

天間林村（2005年・七戸町を新設） 
- 天間林村立上北鉱山小学校奥ノ沢分校（1962年）
- 天間林村立上北鉱山小学校（1971年）
- 天間林村立榎林小学校（1973年二ツ森小と統合し天間林村立東小学校〈のち：天間東小〉へ）[164]
- 天間林村立二ツ森小学校（1973年榎林小と統合し東小へ）[164]
- 天間林村立花松小学校（1974年東小へ統合）[164]
- 天間林村立李沢小学校（同上）[164]
- 天間林村立天間館小学校（1977年統合により天間林村立西小学校〈現：七戸町立天間西小学校〉へ）[164]
- 天間林村立中野小学校（同上）[164]
- 天間林村立道ノ上小学校（同上）[164]
- 天間林村立哘小学校（同上）[164]
- 天間林村立坪小学校（同上）[164]
- 天間林村立白石小学校（同上）[164]

#### 六戸町
- 六戸町立金矢小学校（1966年岡沼小と統合し昭陽小へ）[165]
- 六戸町立岡沼小学校（1966年金矢小と統合し昭陽小へ）[165]
- 六戸町立七百小学校（1997年昭陽小と統合し開知小へ）[165]
- 六戸町立昭陽小学校（1997年七百小と統合し開知小へ）[165]
- 六戸町立長谷小学校（2001年六戸小へ統合）[165]
- 六戸町立柳町小学校（同上）[165]
- 六戸町立折茂小学校（2009年六戸小へ統合）[166]
- 六戸町立六戸小学校（2025年六戸町立義務教育学校六戸学園開校に伴い廃校）[167]
- 六戸町立大曲小学校（同上）[167]
- 六戸町立開知小学校（同上）[167]

#### 横浜町
- 横浜町立百目木小学校（1960年新設の横浜町立南部小学校へ統合）[168]
- 横浜町立豊栄平小学校（同上）[169]
- 横浜町立南部小学校烏帽子平分校（1999年）[170]
- 横浜町立横浜小学校〈旧〉（2016年統合により横浜町立横浜小学校〈新〉へ）[171]
- 横浜町立有畑小学校（同上）[171]
- 横浜町立大豆田小学校（同上）[171]
- 横浜町立南部小学校（同上）[171]

#### 東北町
- 東北町立小川原小学校（2017年東北町立上北小学校へ統合）[172]
- 東北町立第一小学校（同上）[172]
- 東北町立蛯沢小学校（2019年統合により東北町立東北小学校へ）[172]
- 東北町立千曳小学校（同上）[172]
- 東北町立水喰小学校（同上）[172]

東北町〈旧〉（2005年・東北町を新設） 
- 東北町立滝沢平小学校
- 東北町立寒水小学校（1998年蛯沢小へ統合）[173]
- 東北町立清水目小学校（1999年千曳小へ統合）[173]
- 東北町立夫雑原小学校（同上）[173]
- 東北町立淋代小学校（1999年水喰小へ統合）[173]
- 東北町立美須々小学校（同上）[173]

上北町（2005年・東北町を新設） 
- 上北町立大浦小学校（1970年新館小と統合し第一小へ）[172]
- 上北町立新舘小学校（1970年大浦小と統合し第一小へ）[172]
- 上北町立虫神小学校（1971年小川原小へ統合）[172]
- 上北町立上北小学校〈旧〉（1972年統合により上北小〈新〉へ）[174]
- 上北町立上野小学校（同上）[174]
- 上北町立新山小学校（同上）[174]

#### 六ヶ所村
- 六ヶ所村立倉内小学校笹崎分校（1958年）
- 六ヶ所村立倉内小学校芋ヶ崎分校（1958年）
- 六ヶ所村立弥栄平小学校（1962年上弥栄小へ統合）[175]
- 六ヶ所村立出戸小学校（1964年六ヶ所村立尾駮小学校へ統合）[175]
- 六ヶ所村立出戸小学校石川分校（1966年）[175]
- 六ヶ所村立千歳小学校豊原分校（1967年）[175]
- 六ヶ所村立上弥栄小学校（1975年尾駮小へ統合）[175]
- 六ヶ所村立千歳小学校（1977年六ヶ所村立千歳平小学校へ統合）[175]
- 六ヶ所村立鷹架小学校（1984年）[175]
- 六ヶ所村立笹原小学校（2000年千歳平小へ統合）[175]
- 六ヶ所村立二又小学校（2004年尾駮小へ統合）[175]
- 六ヶ所村立中志小学校（2006年平沼小へ統合）[175]
- 六ヶ所村立戸鎖小学校（2009年尾駮小へ統合）[175]
- 六ヶ所村立平沼小学校（2013年倉内小統合し六ヶ所村立南小学校へ）[176]
- 六ヶ所村立倉内小学校（2013年平沼小と統合し南小へ）[176]

#### おいらせ町
百石町（2006年・おいらせ町を新設） 
- 百石町立一川目小学校（1965年新設のおいらせ町立甲洋小学校〈当時：百石町立〉へ統合）[177]
- 百石町立二川目小学校（同上）[177]
- 百石町立百石小学校川口分校（1967年閉校）[178]
- 百石町下田村組合立豊栄小学校（1969年甲洋小へ統合）[179]

## 三八教育事務所管内

### 八戸市
- 八戸市立根城小学校笹子分校（1981年八戸市立図南小学校へ統合）[180]
- 八戸市階上町田代小学校中学校組合立田代小学校古里分校（2002年）[注釈 6]
- 八戸市立番屋小学校（2011年図南小へ統合）[180]
- 八戸市立松館小学校（2015年八戸市立新井田小学校へ統合）[181]
- 八戸市立是川東小学校（2015年八戸市立是川小学校へ統合）[182]
- 八戸市立市野沢小学校（2016年統合により八戸市立南郷小学校へ）[183]
- 八戸市立中野小学校（同上）[183]
- 八戸市立鳩田小学校（同上）[183]
- 八戸市階上町田代小学校中学校組合立田代小中学校（2017年八戸市立島守小学校へ統合）[184]
- 八戸市立美保野小学校（2020年八戸市立町畑小学校へ統合）[185]
- 八戸市立日計ヶ丘小学校（2023年八戸市立根岸小学校へ統合）[186]

南郷村（2005年・八戸市に編入） 
- 南郷村立頃巻沢小学校（1957年島守小頃巻沢分校から独立、1975年島守小へ統合）[184]
- 南郷村立古里小学校（1979年田代小へ統合）[187]
- 南郷村立緑小学校（1988年島守小へ統合）[184]
- 南郷村立増田小学校（2003年）[188]

### 三戸郡

#### 三戸町
- 三戸町立三戸小学校〈初代〉（1960年統合により三戸小〈2代目〉へ）[189]
- 三戸町立梅内小学校（同上）[189]
- 三戸町立泉山小学校（同上）[189]
- 三戸町立貝守小学校（1969年統合により三戸北小へ）[189]
- 三戸町立下田小学校（同上）[189]
- 三戸町立袴田小学校（同上）[189]
- 三戸町立斗内小学校（1997年統合により三戸町立斗川小学校へ）[189]
- 三戸町立豊川小学校（同上）[189]
- 三戸町立大舌小学校（同上）[189]
- 三戸町立蛇沼小学校（2004年三戸北小へ統合）[189]
- 三戸町立目時小学校（2006年三戸小へ統合）[189]
- 三戸町立三戸北小学校（2009年三戸小へ統合）[189]
- 三戸町立三戸小学校〈2代目〉（2013年三戸中と統合し小中一貫三戸学園へ）[189]
- 三戸町立杉沢小学校（2022年小中一貫三戸学園へ）[190]

#### 五戸町
- 五戸町立浅水小学校（1965年扇田小と統合し南小へ）
- 五戸町立扇田小学校（1965年浅水小と統合し南小へ）
- 五戸町立手倉橋小学校（1987年南小へ統合）
- 五戸町立豊川小学校（同上）
- 五戸町立中市小学校（2013年統合により五戸町立倉石小学校へ）[191]
- 五戸町立石沢小学校（同上）[191]
- 五戸町立又重小学校（同上）[191]
- 五戸町立蛯川小学校（2014年五戸町立五戸小学校へ統合）[192]
- 五戸町立豊間内小学校（同上）[192]
- 五戸町立南小学校（同上）[192]

#### 田子町
- 田子町立上郷小学校〈初代〉（1972年統合により上郷小〈2代目〉へ）[193]
- 田子町立遠瀬小学校（同上）[193]
- 田子町立関小学校（同上）[193]
- 田子町立夏坂小学校（同上）[193]
- 田子町立原小学校（1980年田子町立田子小学校へ統合）[194]
- 田子町立相米小学校（同上）[194]
- 田子町立上郷小学校水亦分校（1985年）[195]
- 田子町立上郷小学校〈2代目〉（2023年田子小へ統合）[196]
- 田子町立清水頭小学校（同上）[197]

#### 南部町
- 南部町立鳥舌内小学校（2006年鳥谷小と統合し名川南小へ）[198]
- 南部町立鳥谷小学校（2006年鳥舌内小と統合し名川南小へ）[198]
- 南部町立名久井小学校（2023年統合により南部町立名川小学校へ）[199]
- 南部町立名川南小学校（同上）[199]
- 南部町立剣吉小学校（同上）[199]
- 南部町立南部小学校〈初代〉（2023年向小と統合し南部町立南部小学校〈2代目〉へ）[199]
- 南部町立向小学校（2023年南部小〈初代〉と統合し南部小〈2代目〉へ）[199]
- 南部町立福地小学校〈2代目〉（2023年統合により南部町立福地小学校〈3代目〉へ）[199]
- 南部町立福田小学校〈2代目〉（同上）[199]
- 南部町立杉沢小学校（同上）[199]

南部町〈旧〉（2006年・南部町を新設） 
- 南部町立沖通小学校（1962年向小へ統合）[200]
- 南部町立二又小学校（1970年向小へ統合）[200]
- 南部町立相内小学校（1999年平良崎小と統合し南部小〈初代〉へ）[201]
- 南部町立平良崎小学校（1999年相内小と統合し南部小〈初代〉へ）[201]

名川町（2006年・南部町を新設） 
- 名川町立森越小学校（1958年剣吉小へ統合）[202]
- 名川町立法光寺小学校（1975年名久井小へ統合）[203]
- 名川町立横沢小学校（同上）[203]

福地村（2006年・南部町を新設） 
- 福地村立地引小学校片岸分校（1967年福地小〈初代〉へ統合）[204]
- 福地村立福田小学校〈初代〉（1984年統合により福田小〈2代目〉へ）[205]
- 福地村立埖渡小学校（同上）[205]
- 福地村立星岡小学校（同上）[205]
- 福地村立福地小学校〈初代〉（2004年麦沢小と統合し福地小〈2代目〉へ）[206]
- 福地村立麦沢小学校（2004年福地小〈初代〉と統合し福地小〈2代目〉へ）[206]

#### 階上町
- 階上町立登切小学校（2010年階上町立赤保内小学校へ統合）[207]
- 階上町立金山沢小学校（2011年赤保内小へ統合）[207]
- 階上町立小舟渡小学校（2021年階上町立道仏小学校へ統合）[208]
- 階上町立大蛇小学校（同上）[208]

#### 新郷村
- 新郷村立金ヶ沢小学校（1959年戸来小へ統合）
- 新郷村立小坂小学校羽井内冬季分校（1965年）
- 新郷村立西越小学校中崎冬季分校（1972年）
- 新郷村立長崎小学校（1992年川代小へ統合）[209]
- 新郷村立田茂代小学校（1996年川代小へ統合）[209]
- 新郷村立小坂小学校（2005年戸来小へ統合）
- 新郷村立川代小学校（2011年[210]戸来小へ統合[211]）
- 新郷村立西越小学校（2021年戸来小[212]〈4月1日付けで新郷村立新郷小学校と改称〉[213]へ統合）

## 私立
- 八戸聖ウルスラ学院小学校（1953年に白菊学園小学校として開校、1989年改称。2005年より休校、2010年正式に廃止）[214]